# Lista chorążych reprezentacji Niemieckiej Republiki Demokratycznej na igrzyskach olimpijskich
Lista chorążych reprezentacji Niemieckiej Republiki Demokratycznej na igrzyskach olimpijskich – lista zawodników i zawodniczek reprezentacji NRD, którzy podczas ceremonii otwarcia nowożytnych igrzysk olimpijskich nieśli flagę NRD.

## Chronologiczna lista chorążych
| Lp. | Rok i miejsce     | Chorąży               | Dyscyplina           |
| --- | ----------------- | --------------------- | -------------------- |
| 1   | 1968, Grenoble    | Thomas Köhler         | Saneczkarstwo        |
| 2   | 1968, Meksyk      | Karin Richert-Balzer  | Lekkoatletyka        |
| 3   | 1972, Sapporo     | Klaus-Michael Bonsack | Saneczkarstwo        |
| 4   | 1972, Monachium   | Manfred Wolke         | Boks                 |
| 5   | 1976, Innsbruck   | Meinhard Nehmer       | Bobsleje             |
| 6   | 1976, Montreal    | Hans-Georg Reimann    | Lekkoatletyka        |
| 7   | 1980, Lake Placid | Jan Hoffmann          | Łyżwiarstwo figurowe |
| 8   | 1980, Moskwa      | Kristina Richter      | Piłka ręczna         |
| 9   | 1984, Sarajewo    | Frank Ullrich         | Biathlon             |
| 10  | 1988, Calgary     | Frank-Peter Roetsch   | Biathlon             |
| 11  | 1988, Seul        | Ulf Timmermann        | Lekkoatletyka        |